# Gottfried I. (Provence)
Gottfried I.  oder Josfred († wohl Februar 1061/62) war gemeinsam mit seinen Brüdern Wilhelm IV. († 1019/30) und Fulko Bertrand I. († wohl 1051) Graf von Provence. Alle drei waren Söhne von Graf Wilhelm II. und Gerberga von Burgund. Es ist möglich, dass er den Grafentitel erst nach dem Tod seines Bruders Wilhelm führte.
Er wurde 1032 Graf von Arles. Am 26. Mai 1037 machte er gemeinsam mit seinem Bruder Fulko Bertrand der Abtei Cluny eine Schenkung. Mit Fulkos Tod wurde er alleiniger Graf mit dem Titel marchyo sive comes Provincie, wobei der Markgraf symbolisiert, dass er das Oberhaupt der Familie war.
Gottfried trat sich in der Region, die durch die Sarazeneneinfälle verwüstet war, als Kirchenbauer hervor. Er stellte die Abtei Sparro wieder her und gab sie dem Erzbischof von Aix. Wie die meisten seiner Ahnen war er Patron von Saint-Victor in Marseille. 1045 stimmte er einer Schenkung eines seiner Vizegrafen an dieses Kloster zu, im März 1048 der Übertragung des Eigentums von Raimbaud de Reillanne, Erzbischof von Arles 1030–1039 an die Kirche. Am 1. Juli 1055 und erneut 1057 machten er, seine Ehefrau Stefanie von Marseille, genannt Dulcia und Tochter des Grafen Bertrand, und sein Sohn Wilhelm VI. Saint-Victor selbst eine Schenkung – seine Patronage übertraf die seiner Vorgänger bei weitem. Er trat seine Rechte an den Gebieten ab, die Fulco, Vizegraf von Marseille, 1044 dem Kloster geben wollte, und stimmte 1032 zu, Land an die Kirche als Allod zu geben. 1032 trat er gräfliche Rechte, die seit den Zeiten seines Urgroßvaters in der Familie waren, an seine Vasallen ab, wodurch er die Kontrolle über viele Burgen und Festungen verlor – die Schwächung der Provence als Einheit begann in seiner Regierungszeit. Sogar als Rudolf III., der König von Burgund und sein Lehnsherr, die letzten Rechte an einigen königlichen Landgütern, den Fiscus, verkaufte, gab er diese als allodialen Besitz weiter.
Gottfrieds Nachfolger in der Provence wurde sein Sohn, Bertrand II. Er hatte auch eine Tochter: Gerberga.